# Tissierella creatinophila
Tissierella creatinophila è una specie di batterio appartenente alla famiglia delle Peptostreptococcaceae.